# مونرو (روستا)، نیویورک
مونرو (به انگلیسی: Monroe) یک روستا در ایالات متحده آمریکا است که در ایالت نیویورک واقع شده‌است. مونرو ۸٬۳۶۴ نفر جمعیت دارد و ۱۸۲٫۸۸ متر بالاتر از سطح دریا واقع شده‌است.